# Широке (селище, Криворізький район)
Широ́ке — селище в Україні, центр Широківської селищної громади Криворізького району Дніпропетровської області.
Колишній центр Широківського району. Населення — 11,6 тис. мешканців (1984).

## Географічне розташування
Селище міського типу Широке розташоване на лівому березі річки Інгулець, вище за течією на відстані 2 км лежить село Інгулець, нижче за течією на відстані 2 км село Радевичеве, на протилежному березі — місто Інгулець (з 2002 року — район міста Кривий Ріг). Через селище проходить автомобільна дорога Т 0411.

## Археологічні відомості
Курган на лівому березі річки Інгулець, розкопаний Л. П. Криловою в 1966 році. В похованні 18 виявлено антропоморфну статуетку серезліївського типу. Трипілля СІІ.

## Історичні відомості
Сучасне поселення виникло у XVIII ст. на землях Інгульської паланки Нової Січі як запорозький зимівник.
Станом на 1886 рік у містечку, центрі Широківської волості Херсонського повіту Херсонської губернії, мешкало 4976 осіб, налічувалось 779 дворів, працювали православна церква, судовий пристав та з'їзд мирових судей, школа, аптека, 9 лавок, винний склад, трактир, відбувалось 4 ярмарки на рік та базари по неділях.
У роки Другої світової війни діяло гетто, куди нацистами насильно зганялися євреї для компактного мешкання та подальших репресій (у приміщенні колишньої колгоспної конюшні утримувалось 340 євреїв).

## Населення

### Мова
Розподіл населення за рідною мовою за даними перепису 2001 року:
| Мова            | Кількість | Відсоток |
| --------------- | --------- | -------- |
| українська      | 10413     | 92.80%   |
| російська       | 723       | 6.44%    |
| білоруська      | 34        | 0.30%    |
| вірменська      | 18        | 0.16%    |
| румунська       | 7         | 0.06%    |
| польська        | 3         | 0.03%    |
| німецька        | 2         | 0.02%    |
| болгарська      | 1         | 0.01%    |
| угорська        | 1         | 0.01%    |
| гагаузька       | 1         | 0.01%    |
| інші/не вказали | 18        | 0.16%    |
| Усього          | 11221     | 100%     |

## Релігія

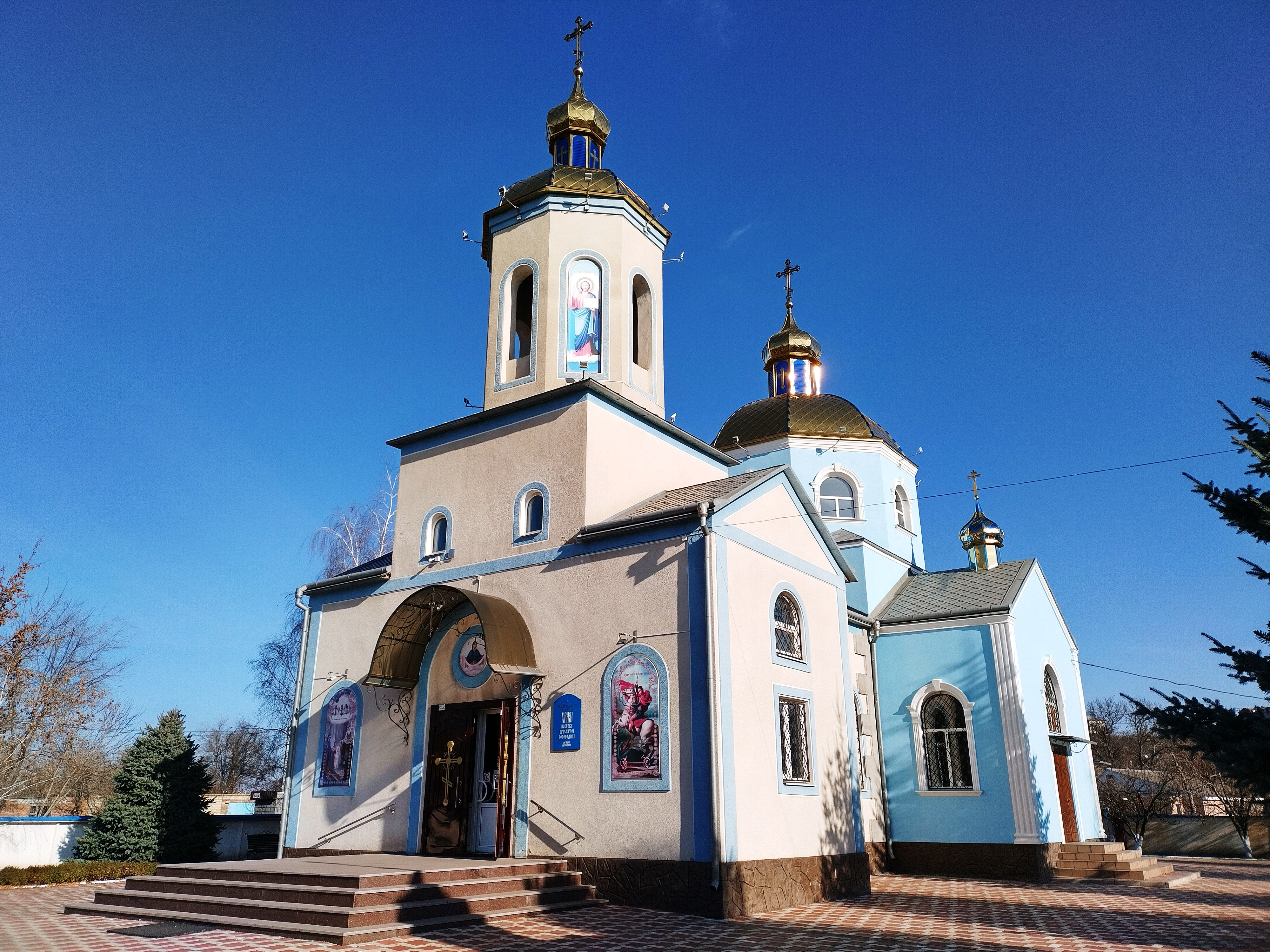
Храм Покрови Пресвятої Богородиці

Саме біля криниці була перша церква тоді ще зимівника. Була вона дерев'яною і як всі козацькі церкви — Покровською. Запорізькі козаки вважали Покрову своєю заступницею. Наша церква будувалась на народні кошти, розміри її були скромними. Вона мала лише один купол. Над нею не височіла дзвіниця. Стояла вона окремо поруч з церквою. В церкві було четверо великих та двоє малих дверей, 8 великих та 16 малих вікон з ажурними ґратами. 
Ось що написано в «Хронологіко-історичному описі церков єпархій херсонської і таврійської губерній», виданого в Одесі 1848 року: «Село Широкое, церковь Покровская, деревянная, Бобринського уезда. Когда основана, не известно, но освячена действительно 1792 года, ее тепер уже нет, а существует вместе одной другая, каменная, построенная в 1833 году». 
27 липня 1997 року на місці старої аптеки було заплановано збудувати храм. У 2005 році відбулася Хресна хода, було освячено місце та закладено перший камінь. Храм знаходиться за адресою вул. Соборна, 101.
Наразі в селищі Широке знаходяться наступні сакральні споруди релігійних громад:
- Зал Царства Свідків Єгови (вул. Покровська, 45-Б).

## Економіка
- Інгулецький кар'єр. ВАТ «Інгулецький ГЗК».
- ТОВ «Сузір'я».
- Птахівник

## Об'єкти соціальної сфери
- 2 школи.
- 4 дитячих садки.
- ДЮСШ.
- Будинок дитячої творчості.
- Школа мистецтв.
- Будинок культури.
- Районна бібліотека
- Протяжність водопроводів по смт. Широке 226,8 км

## Екологія
- На відстані 1 км від села розташований Інгулецький кар'єр, у якому видобуток залізної руди відкритим способом.

## Відомі люди
- Товкач Андрій Віталійович (1978—2017) — старший солдат Збройних сил України, учасник російсько-української війни.

### Народились
- Андрій Авраменко (Ирій) — діяч українського підпілля на Донбасі, організатор «Маріупільської газети», актор театру «Березіль», учень Леся Курбаса.
- Данюк Олександр Григорович (1982—2015) — солдат Збройних сил України, учасник російсько-української війни.
- Надія Доценко — українська актриса, Народна артистка СРСР
- Василь Біднов — український громадський і культурний діяч, історик української церкви, член Української Центральної Ради
- Графа Олександр Іванович (1965—2014) — старший лейтенант (посмертно) Збройних сил України, учасник російсько-української війни.
- Кирейко Віталій Дмитрович — український композитор, педагог, музично-громадський діяч, народний артист УРСР.
- Лисечко Антон Ігорович (1988—2014) — солдат Збройних сил України, учасник російсько-української війни.
- Павло Темченко — корінний широчанин. 1882 року народження, письменник.
- Цапенко Олександр Олегович (1998—2019) — солдат Збройних сил України, учасник російсько-української війни.

## Галерея

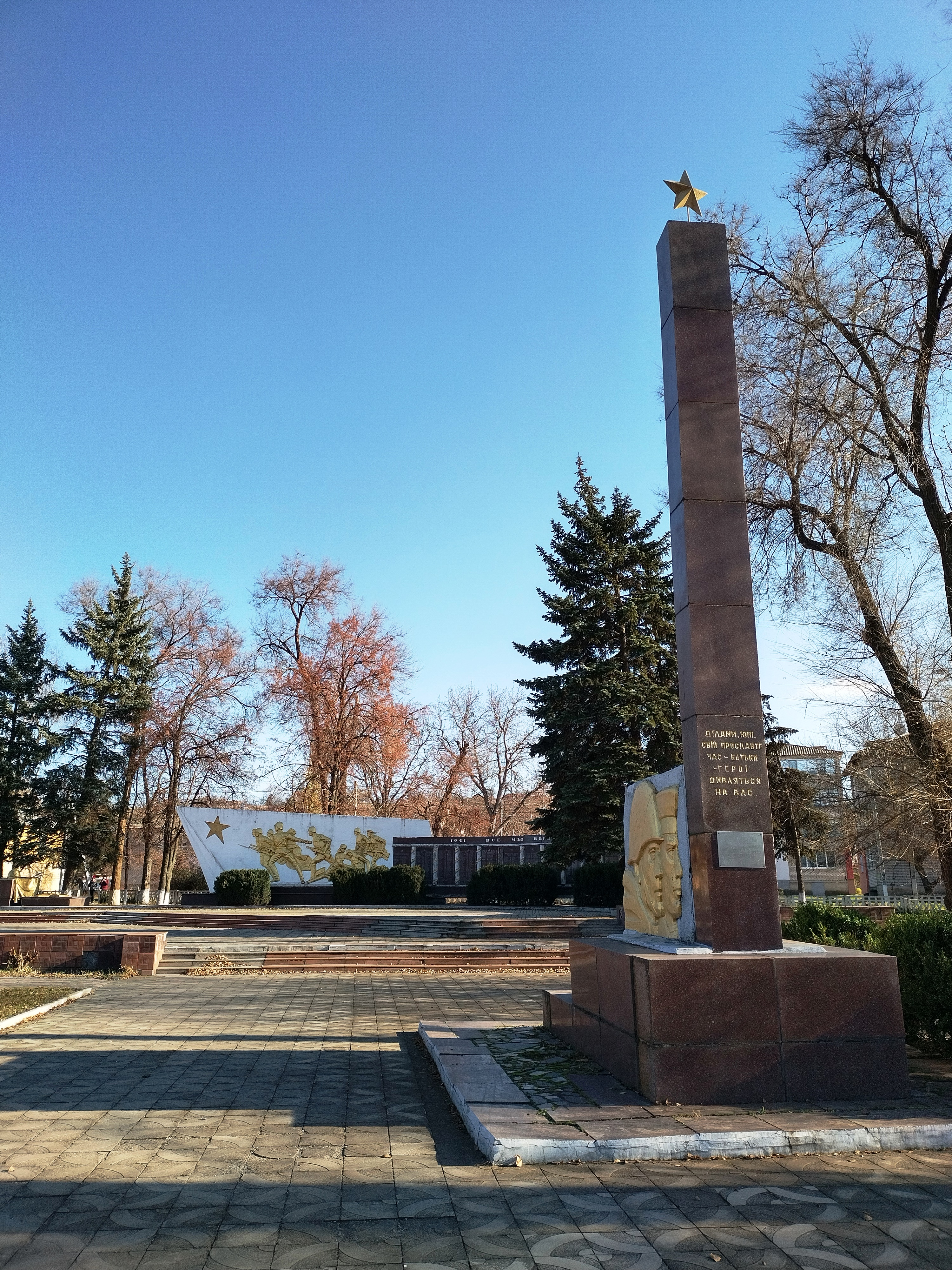
Військовий меморіальний комплекс загиблим у роки Великої Вітчизняної війни
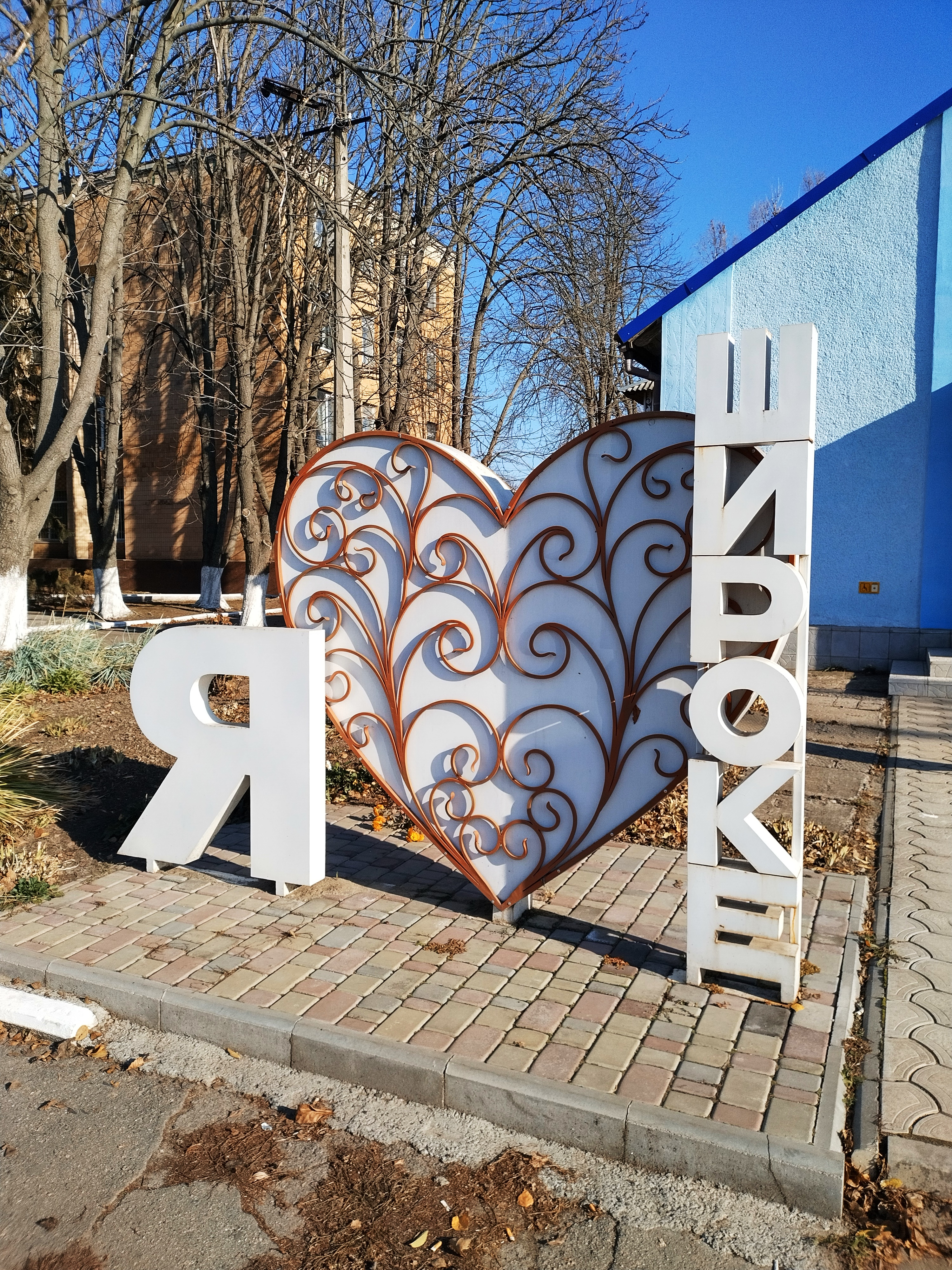
Артоб'єкт "Я кохаю Широке"
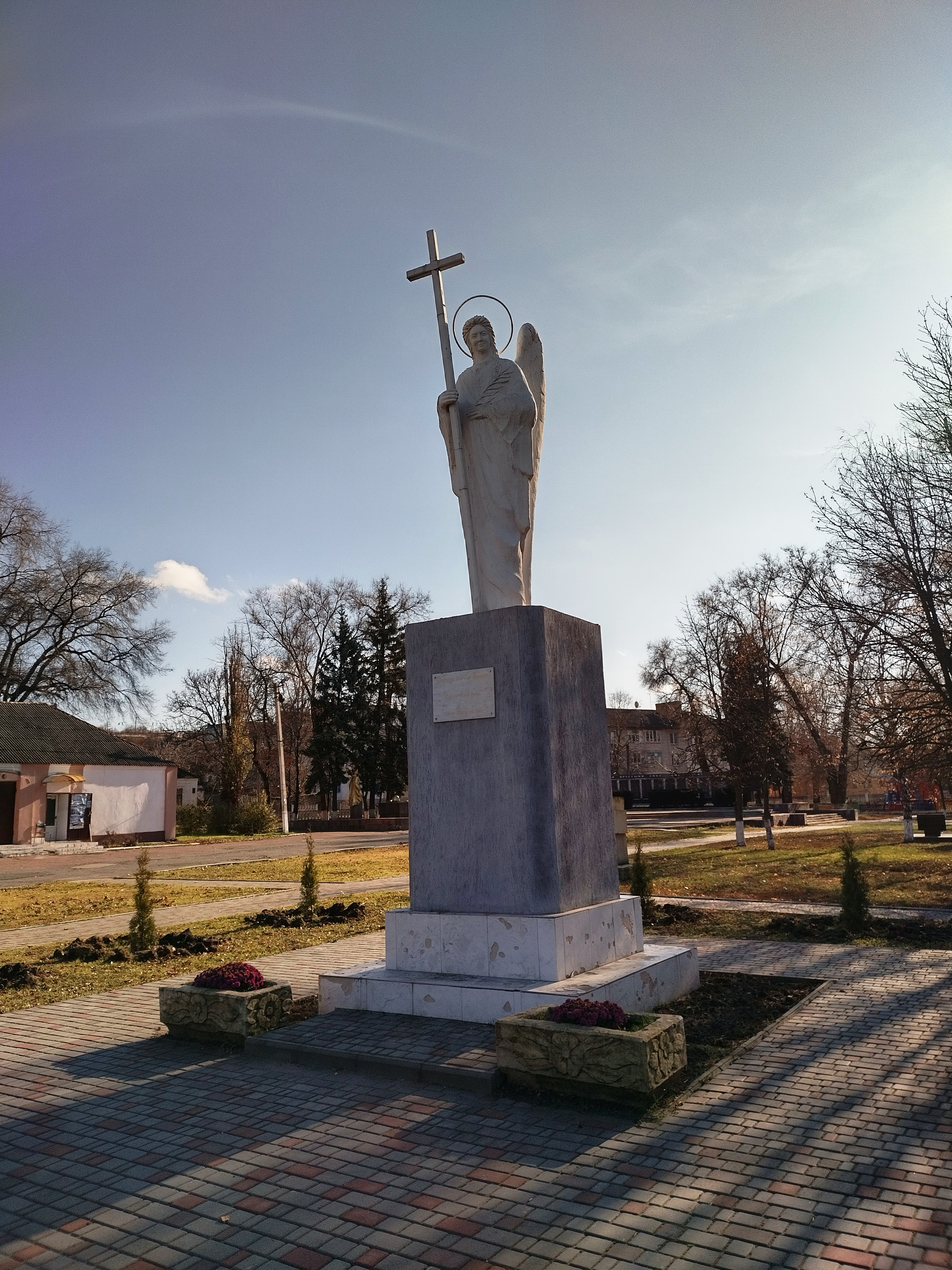
Святий Ангел Божий
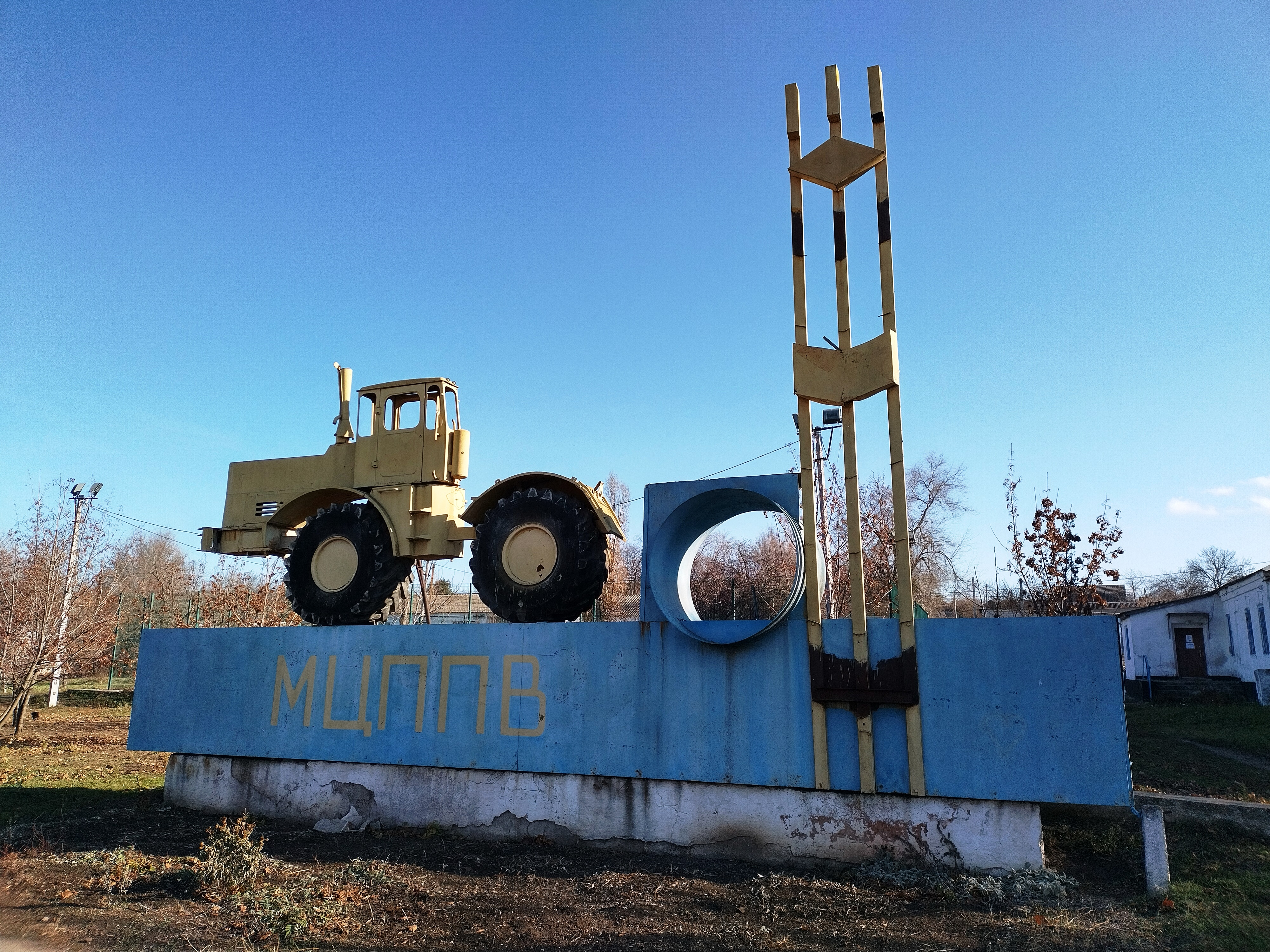
Межрегіональний центр професійної перепідготовки військовослужбовців м. Кривого Рогу